# 1983 en Suisse
Chronologie de la Suisse
- 1979
- 1980
- 1981
- 1982
- 1983
- 1984
- 1985
- 1986
- 1987

Cet article présente les faits marquants de l'année 1983 en Suisse.

## Gouvernement en 1983
- Conseil fédéral[1] :
  - Pierre Aubert (PSS), président de la Confédération
  - Leon Schlumpf (UDC), vice-président de la Confédération
  - Kurt Furgler (PDC)
  - Rudolf Friedrich (PRD)
  - Georges-André Chevallaz (PRD)
  - Alphons Egli (PDC)
  - Willi Ritschard (PSS)

## Évènements

### Janvier
Jeudi 13 janvier 
- Incendie criminel sur la place pour véhicules militaires de Frauenfeld. Les dégâts se montent à 100 000 francs. L’acte n’est pas revendiqué.

 Dimanche 16 janvier 
- Pour manifester leur solidarité avec les opposants à la place d’armes de Rothenthurm, divers groupements allument des feux d’avertissement sur plusieurs collines de Suisse.

 Dimanche 30 janvier 
- Des inconnus font exploser un pylône de ligne à haute tension près de Pratteln. Personne n’est blessé, mais les dégâts s’élèvent à un million de francs.

### Février
Lundi 7 février 
- Pour protester contre le licenciement d’un typographe, les travailleurs syndiqués de l’imprimerie de la Tribune de Genève se mettent en grève. Le quotidien ne paraît pas durant 3 jours.

 Dimanche 27 février 
- Votations fédérales. Le peuple approuve, par 679 134 oui (52,7 %) contre 609 871 non (47,3 %), l’arrêté fédéral concernant une nouvelle réglementation des droits de douane sur les carburants.
- Votations fédérales. L’arrêté fédéral concernant l'article constitutionnel sur l'énergie est approuvé par le peuple (649 485 oui contre 626 047 non), mais rejeté par les cantons (12 non contre 11 oui).
- Élection complémentaire en Argovie. Ulrich Siegrist (UDC) est élu au Conseil d’État lors du 1er tour de scrutin.

### Mars
Mardi 1er mars 
- Lancement sur le marché de la montre Swatch par la fabrique d’ébauches ETA, à Granges (SO).
- Pour la troisième fois de son histoire, le HC Bienne est champion de Suisse de hockey-sur-glace.

 Dimanche 13 mars 
- Élections cantonales à Bâle-Campagne. Clemens Stöckli (PDC), Paul Nyffeler (PRD), Werner Spitteler (UDC), Paul Jenni (PSS) et Markus von Baerle (PRD) sont élus au Conseil d’État lors du 1er tour de scrutin.

 Vendredi 18 mars 
- Décès à Genève de Humberto II, ancien roi d’Italie.

 Dimanche 20 mars 
- Joséphine Dard, fille du romancier Frédéric Dard est enlevée durant quelques heures au domicile familial de Vandœuvres. Elle sera libérée contre le versement d'une rançon de 2 millions de francs suisses. Les ravisseurs seront arrêtés et la rançon récupérée.

### Avril
Jeudi 14 avril 
- Visite officielle de François Mitterrand, président de la République française.

 Dimanche 17 avril 
- Élections cantonales au Tessin. Carlo Speziali (PRD), Fulvio Caccia (PDC), Claudio Generali (PRD), Renzo Respini (PDC) et Rossano Bervini (PSS) sont élus au Conseil d’État lors du 1er tour de scrutin.

 Dimanche 24 avril 
- Élections cantonales à Zurich. Hedi Lang (PSS), Jakob Stucki (UDC), Peter Wiederkehr (PDC), Albert Siegrist (PRD), Hans Künzi (PRD), Konrad Gisler (UDC) et Alfred Gilgen (AdI) sont élus au Conseil d’État lors du 1er tour de scrutin. Hedi Lang est la première femme à entrer dans un exécutif cantonal en Suisse.
- Élections cantonales à Lucerne. Heinrich Zemp, Josef Egli, Karl Kennel et Walter Gut, tous les quatre membres du (PDC) sont élus au Conseil d’État lors du 1er tour de scrutin.

 Vendredi 29 avril 
- Le Conseil fédéral ordonne la fermeture du bureau de Berne de l’agence de presse soviétique Novosti et l’expulsion de son directeur, accusé d’agitation et de désinformation.

### Mai
Lundi 2 mai 
- Élections cantonales à Lucerne. Hans-Ernst Balsiger (PSS), Robert Bühler (PRD) et Erwin Muff (PRD) sont élus tacitement au Conseil d’État.

 Vendredi 6 mai 
- Inauguration des nouveaux locaux du Théâtre populaire romand à La Chaux-de-Fonds.

 Lundi 16 mai 
- Le Groupe Schindler annonce la fermeture de la fabrique de wagons et d'ascenseurs Schindler à Schlieren, qui emploie 650 personnes et une centaine d’apprentis.

 Jeudi 26 mai 
- Présentation de la restructuration de l’industrie horlogère suisse, avec la fusion de l’ASUAG et de la SSIH. Doté d’un capital initial de 600 millions de francs, le nouveau groupe s'appellera ASUAG-SSIH, il emploiera plus de 12 000 personnes.

 Samedi 28 mai 
- Six groupements écologistes réunis à Fribourg créent la Fédération des partis écologistes suisses.

### Juin
Samedi 11 juin 
- Le FC Grasshopper s’adjuge, pour la dix-neuvième fois de son histoire, le titre de champion de Suisse de football.

 Lundi 20 juin 
- Le Conseil fédéral accorde 36 concessions de radios locales, dont onze pour des studios de langue française et deux pour des stations bilingues.

 Vendredi 24 juin 
- L’Irlandais Sean Kelly remporte le Tour de Suisse cycliste.

### Juillet
Vendredi 1er juillet 
- Le chef politique québécois René Lévesque est en visite dans le canton du Jura. Il signe une entente gouvernementale de coopération avec le ministre Roger Jardin.

 Lundi 4 juillet 
- Début de l’opération Radio-Rail de la Radio suisse romande. Durant l’été, toutes les émissions du 1er programme seront diffusées à partir d’un train qui s’installera chaque semaine dans une autre ville.

 Lundi 11 juillet 
- Un incendie ravage une partie du couvent d’Einsiedeln. L’abbaye et le cloître ne sont pas touchés par les flammes et ne subissent aucun dégât.

 Jeudi 21 juillet 
- Un obus de lance-mines explose près de lac de Walenstadt, tuant 3 touristes.

 Vendredi 29 juillet 
- Décès à Château-d'Œx de l’acteur britannique David Niven.

### Août
Mercredi 3 août 
- Décès du journaliste et pacifiste René Bovard.

 Dimanche 7 août 
- Décès à Maloja (GR), à l'âge de 78 ans, de Vico Rigassi, célèbre journaliste de radio.

 Mardi 9 août 
- Deux pilotes de l’armée trouvent la mort dans l’accident d’un Hunter près de l’aérodrome militaire d’Ambri.

 Mercredi 10 août 
- Évasion de Licio Gelli, ex-grand maître de la loge maçonnique P2, incarcéré à la prison de Champ-Dollon (GE).

 Jeudi 18 août 
- Le groupe Tornos, à Moutier (BE), annonce 500 licenciements et la fermeture de son usine de Fleurier (NE).

 Dimanche 28 août 
- L'explosion d'un engin militaire non éclaté cause la mort de quatre marcheurs dans la région de Rarogne.

 Lundi 29 août 
- Ouverture à Genève de la Conférence de Genève sur la Palestine.

### Septembre
Samedi 10 septembre 
- Décès à Zollikon (ZH), du physicien Félix Bloch, prix Nobel de physique en 1952.

 Dimanche 11 septembre 
- Le district de Laufon se prononce pour son maintien dans le canton de Berne, à une majorité de 56,7 %

 Vendredi 23 septembre 
- Premières émissions de la chaîne à péage Télécinéromandie.

 Mardi 27 décembre 
- Décès à Zurich, à l’âge de 93 ans, du journaliste Arnold Kübler.

### Octobre
Lundi 3 octobre 
- Annonce de la démission des conseillers fédéraux Georges-André Chevallaz et Willy Ritschard.

 Dimanche 16 octobre 
- Décès du conseiller fédéral Willi Ritschard.

 Dimanche 23 octobre 
- Élections au Conseil national. En gagnant 3 sièges, le PRD, devient le plus fort parti de la Chambre basse avec 54 élus. Il précède le PSS (47 sièges, -4), le PDC (42, -2) et l’UDC (23, +/- 0). Le PLS obtient 8 sièges (+/- 0) et l’AdI 8 sièges (+/- 0) également.

### Novembre
Mardi 1er novembre 
- Sept radios locales ayant obtenu une concession pour une période de cinq ans commencent leurs émissions. La radio suisse alémanique lance simultanément sa chaîne DRS 3, destinée à la génération des 25-40 ans.

 Samedi 5 novembre 
- Sur la place Fédérale, à Berne, 50 000 personnes manifestent pour la paix et contre le stationnement de nouvelles armes atomiques en Europe.

 Jeudi 10 novembre 
- Derniers vols pour les avions Venom de l’armée suisse, à l’aérodrome de Sion.

 Vendredi 11 novembre 
- Ouverture d’un tronçon de l’autoroute A13 entre Thusis et Reichenau.

 Dimanche 27 novembre 
- Une tempête balaye la Suisse, causant de gros dégâts dans les forêts.

### Décembre
Dimanche 4 décembre 
- Votations fédérales. Le peuple approuve, par 872 981 oui (60,8 %) contre 562 557 non (39,2 %), l’arrêté fédéral sur la révision du droit de la nationalité dans la constitution fédérale.
- Votations fédérales. Le peuple rejette, par 793 253 non (55,2 %) contre 644 669 oui (44,8 %), l’arrêté fédéral tendant à faciliter certaines naturalisations.

 Mercredi 7 décembre 
- Élections au Conseil fédéral d’Otto Stich et de Jean-Pascal Delamuraz. Echec de Lilian Uchtenhagen, première candidate féminine au Conseil fédéral.

 Lundi 19 décembre 
- Décès du peintre Paul Bodmer.